# Friedrich Kellner
Friedrich Kellner (Vaihingen an der Enz, 1885. február 1. – Lich, 1970. november 4.) az első világháborúból hazatérő katona, később kisvárosi biztosként visszavonult életet élő német volt, aki nagy hatású (de Magyarországon kevéssé ismert) feljegyzéseiről ismert külföldön. Katonai és politikai szervezői pályafutása, majd letelepedése után háborús megfigyeléseiről, gondolatairól naplót vezetett, amely sértetlen maradt.

## Rövid életrajza

### Korai évei
1885. február 1-jén, Vaihingenben, egy az Enz partján fekvő kisvárosban látta meg a napvilágot, egyedüli gyermekként. Édesapja pék és cukrász volt, aki családjával Mainzba költözött amikor Friedrich 4 éves volt. A középiskola után kilenc évig tanult Realschule-ben és Oberrealschule-ben, melyek az akkori német oktatás szervezetei. Később mint irodai alkalmazott, majd könyvelő dolgozott besorozásáig.

### Katonai szolgálat
1907 és 1908 között teljesítette első kötelező katonai szolgálatát, szintén Mainzban. Két évvel később újabb tartalék-kiképzésen vett részt.
1913-ban feleségül vette Pauline Preuss-t, aki nem sokkal ezután megszülte egyetlen fiúgyermeküket, Karl Friedrich Wilhelm-et.
Az I. világháborúban harcvonalba került, ahol szakaszvezetői rangra helyezték. Franciaországban, az első Marne-i csatában harcolt, ahol egy bombázás során megsérült, így visszaküldték Mainzba, felépülése végett. Többet nem harcolt a háborúban, polgári szolgálatot teljesített.

### A II. világháború
1933-ban Laubach, Hessen, falucskába költözött egész családjával. Két évre rá fia emigrált az Egyesült Államokba, a Wermachtos behívó elől menekülve.
1939. szeptember 1-jén, Lengyelország lerohanásának napján kezdte meg a naplóírást, melynek a „Mein Widerstand”], azaz „Az én ellenállásom” címet adta. Bár a napló tartalmazza elsődlegesen gondolatait, meglehetősen szókimondó volt a háborúval és a diktatúrával kapcsolatos nézeteivel kapcsolatban, így a Laubach-i polgármesterrel is összetűzésbe került, aki – a Náci Párt helyi vezetőjével karöltve –  munkatáborral fenyegette. Bár a fenyegetés nem a levegőbe szólt, később semmilyen foganatja nem volt.
Kellner hitt abban, hogy az amerikaiak kezében van a hatalom, amellyel megálljt parancsolhatnak Hitlernek, s türelmetlenül várta, hogy a tengerentúli nagyhatalom is aktív részesként csapatokat küldjön Európába. Mikor aztán egy nagyarányú mozgósítás a normandiai partraszállásban kulminált, naplójába nagy betűkkel azt írta: „Endlich!” – „Végre!”

## A napló

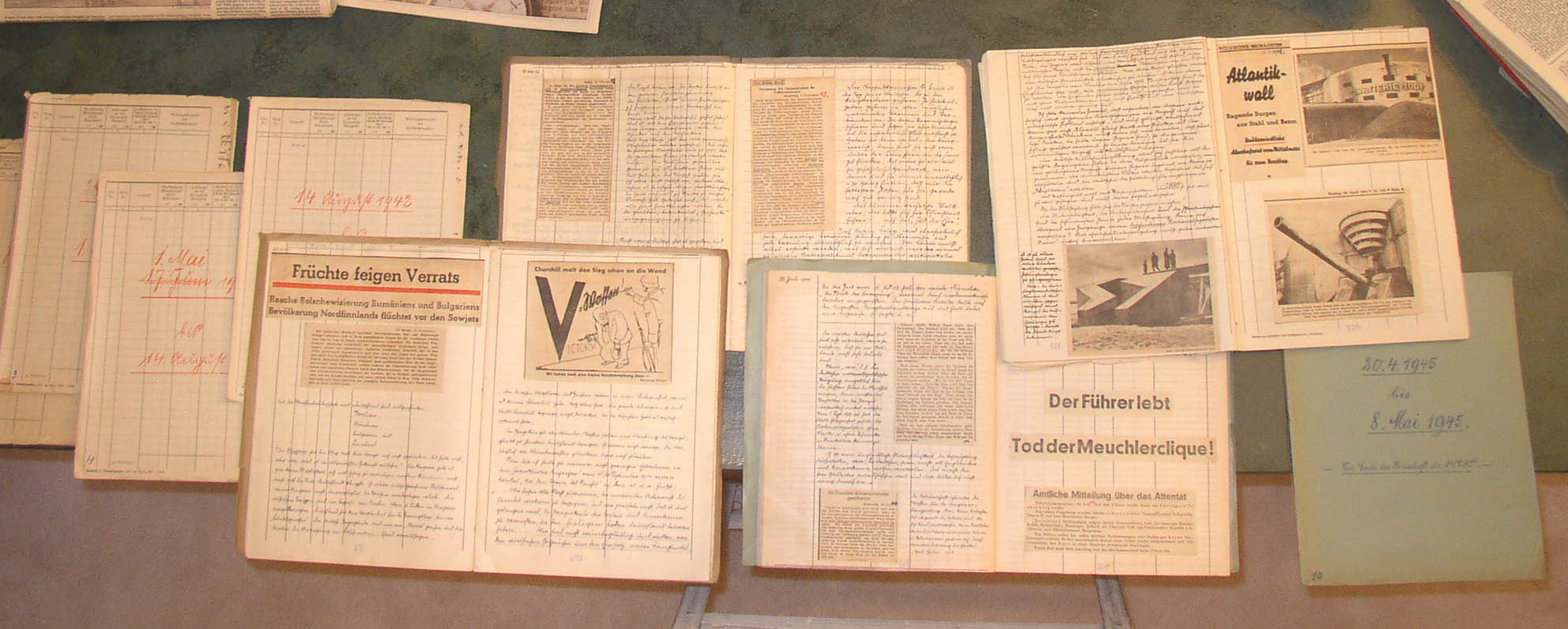
A napló, Mein Widerstand, Friedrich Kellner

Fő műve, a Mein Widerstand 10 kötetre(összesen 861 oldalra) rúgó, elszámolási papírokra, kurzív írással írott feljegyzésgyűjtemény. Habár a feljegyzések kétségkívül napló formában íródtak, Kellner keveset szólt saját helyzetéről, életviteléről, önnön személyéről. Leginkább a náci propagandát, a diktatúrát és a háború morális vonatkozásait tartotta szem előtt.
Egyik bejegyzésében a következőket írja:
„Egy szabadságát itt töltő katona mesélte, hogyan volt szemtanúja borzalmas rémtetteknek az elfoglalt lengyel területeken. Végignézte, ahogy lemeztelenített zsidókat, férfiakat és nőket egyaránt, felsorakoztattak egy mély lövészárok előtt, s SS parancsra ukránok a tarkójukhoz szegezték a fegyvert és belelőtték őket az árokba. Ezután a gödröt betemették sárral, amikor ő még élő emberek kiszűrődő jajveszékeléseit vélte hallani.
Ezek az embertelenségek olyan borzalmasak voltak, hogy nem egy ukrán – akit eszközként használtak – idegösszeomlást kapott. Mindenki, aki tudott a nácik bestiális cselekedeteiről azon a véleményen volt, hogy a németek jobb, ha remegnek, mint a nyárfalevél a közelgő megtorlás miatt.
Nincs az a büntetés, amely elég kegyetlen lenne ezeknek a náci fenevadaknak. Persze, mikor eljő a megtorlás ideje, az ártatlanoknak is velük együtt kell majd szenvedni. De mivel a német lakosság kilencvenkilenc százaléka bűnös ilyen vagy olyan formában, csak azt mondhatjuk, akik együtt járnak, együtt is fognak lógni.”
A napló jelenkorig nem lett kiadva nyomtatásban (ellentétben a hasonló történelmi kontextusban megjelenő Anna Frank naplójával). Bár néhány lapjáról fakszimile másolatok készültek, ezeket sem közérdekű, hanem kutatási és kiállítási célra szánták. Az örökséget Friedrich Kellner unokája, Robert Scott Kellner gondozza, aki jelenleg is az angol fordításon dolgozik, s igyekszik nagyapja üzenetét szélesebb körben is terjeszteni.